# Karyn Parsons
Karyn Parsons Rockwell (Los Angeles, 8 ottobre 1966) è un'attrice statunitense.

## Biografia
Deve la sua fama all'interpretazione di Hilary Banks nella sitcom Willy, il principe di Bel-Air con Will Smith.
Ha recitato anche al cinema in alcuni film, tra i quali Il maggiore Payne.

## Filmografia

### Cinema
- Death Spa, regia di Michael Fischa (1988)
- Class Act, regia di Randall Miller (1992)
- Il maggiore Payne (Major Payne), regia di Nick Castle (1995)
- Mixing Nia, regia di Alison Swan (1998)
- The Ladies Man - L'idolo delle donne (The Ladies Man), regia di Reginald Hudlin (2000)
- 13 Moons, regia di Alexandre Rockwell (2002)
- On Monday of Last Week, regia di Akosua Adoma Owusu - cortometraggio (2018)
- Sweet Thing, regia di Alexandre Rockwell (2020)

### Televisione
- The Bronx Zoo – serie TV, episodi 1x02-1x07 (1987)
- Hunter – serie TV, episodio 4x12 (1988)
- CBS Summer Playhouse – serie TV, episodio 2x14 (1988)
- Blossom - Le avventure di una teenager (Blossom) – serie TV, episodio 2x19 (1992)
- Out All Night – serie TV, episodio 1x10 (1992)
- The John Larroquette Show – serie TV, episodio 2x22 (1995)
- I viaggi di Gulliver (Gulliver's Travels) – miniserie TV, episodio 1x01 (1996)
- Willy, il principe di Bel-Air (The Fresh Prince of Bel-Air) – serie TV, 146 episodi (1990-1996)
- Lush Life – serie TV, 7 episodi (1996)
- Melrose Place – serie TV, episodi 7x26-7x27 (1999)
- Linc's – serie TV, episodio 2x17 (1999)
- Static Shock – serie TV, episodio 2x04 (2002) - voce
- The Job – serie TV, 10 episodi (2001-2002)

## Doppiatrici italiane
- Loredana Nicosia in Willy, il principe di Bel-Air
- Anna Cesareni in Il maggiore Payne
- Claudia Razzi in The Ladies Man - L'idolo delle donne